# Segle XI aC
El segle XI aC a Europa forma part del període de l'edat del ferro on continuen els canvis engegats al segle anterior, de manera que les antigues civilitzacions de l'edat del bronze cedeixen el control a nous pobles.

## Política

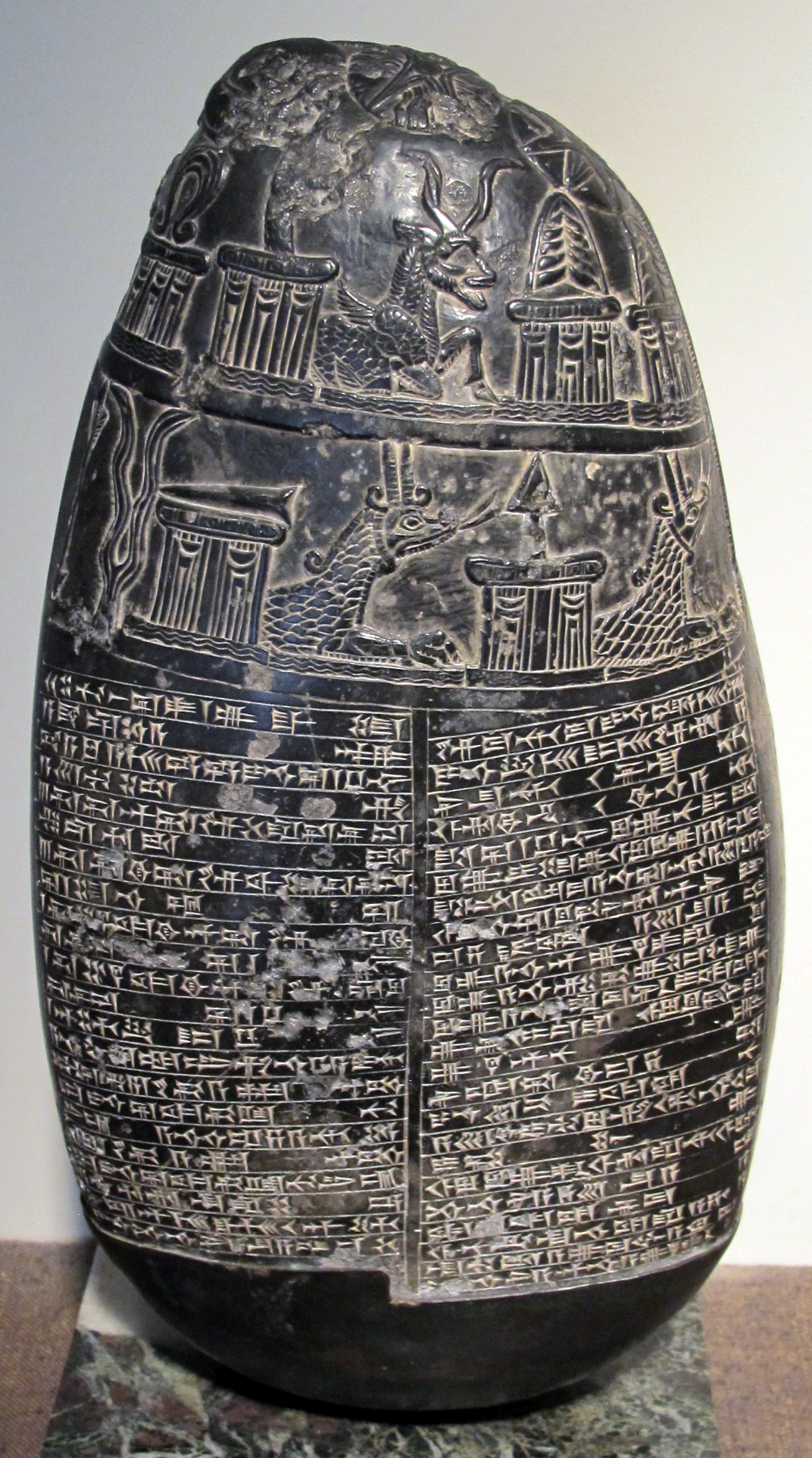
Pedra de Michaux, una estela amb inscripcions en accadi trobada prop de Bagdad datada de principis del

Es produeix la fundació de l'Estat de Jin de l'antiga Xina, amb l'adveniment de la Dinastia Zhou. El regnat de Codros a Atenes és el darrer del període absolutista (i mític) de la història de la regió. Per contra Israel comença el seu període monàrquic amb Saül i després David. L'Imperi Nou d'Egipte arriba a la seva fi. Es produeix l'auge de Tartessos.

## Economia i societat
Els fenicis aconsegueixen el control del comerç a la Mediterrània, actuant com a intermediaris de diversos pobles i imposant tributs al transport per mar. Ajuden a avançar pobles de l'oest d'Europa i nord-oest d'Àfrica fins al moment amb poc contacte amb la resta de la civilització.

## Invencions i descobriments
Els fenicis desenvolupen l'alfabet, que serà la base de la majoria de sistemes d'escriptura occidentals posteriors. La correlació entre so i grafia i no entre concepte i ideograma fa que sigui més fàcil d'aprendre i transmetre.
S'inventa una ballesta de repetició (data probable) a la Xina, que permet disparar més ràpidament als enemics.

## Art, cultura i pensament
La cultura dels camps d'urnes arriba a Catalunya des del centre d'Europa, com proven els enterraments de cendres de gent de diversa classe socials a les entrades dels pobles.